# Вест Перајн (Флорида)
Вест Перајн (енгл. West Perrine) насељено је место без административног статуса у америчкој савезној држави Флорида.

## Демографија
По попису из 2010. године број становника је 9.460, што је 860 (10,0%) становника више него 2000. године.
| Група             | 2000.         | 2010.         |
| Белци             | 742 (8,6%)    | 490 (5,2%)    |
| Афроамериканци    | 6.313 (73,4%) | 5.927 (62,7%) |
| Азијати           | 103 (1,2%)    | 98 (1,0%)     |
| Хиспаноамериканци | 1.401 (16,3%) | 2.998 (31,7%) |
| Укупно            | 8.600         | 9.460         |